# OLAT

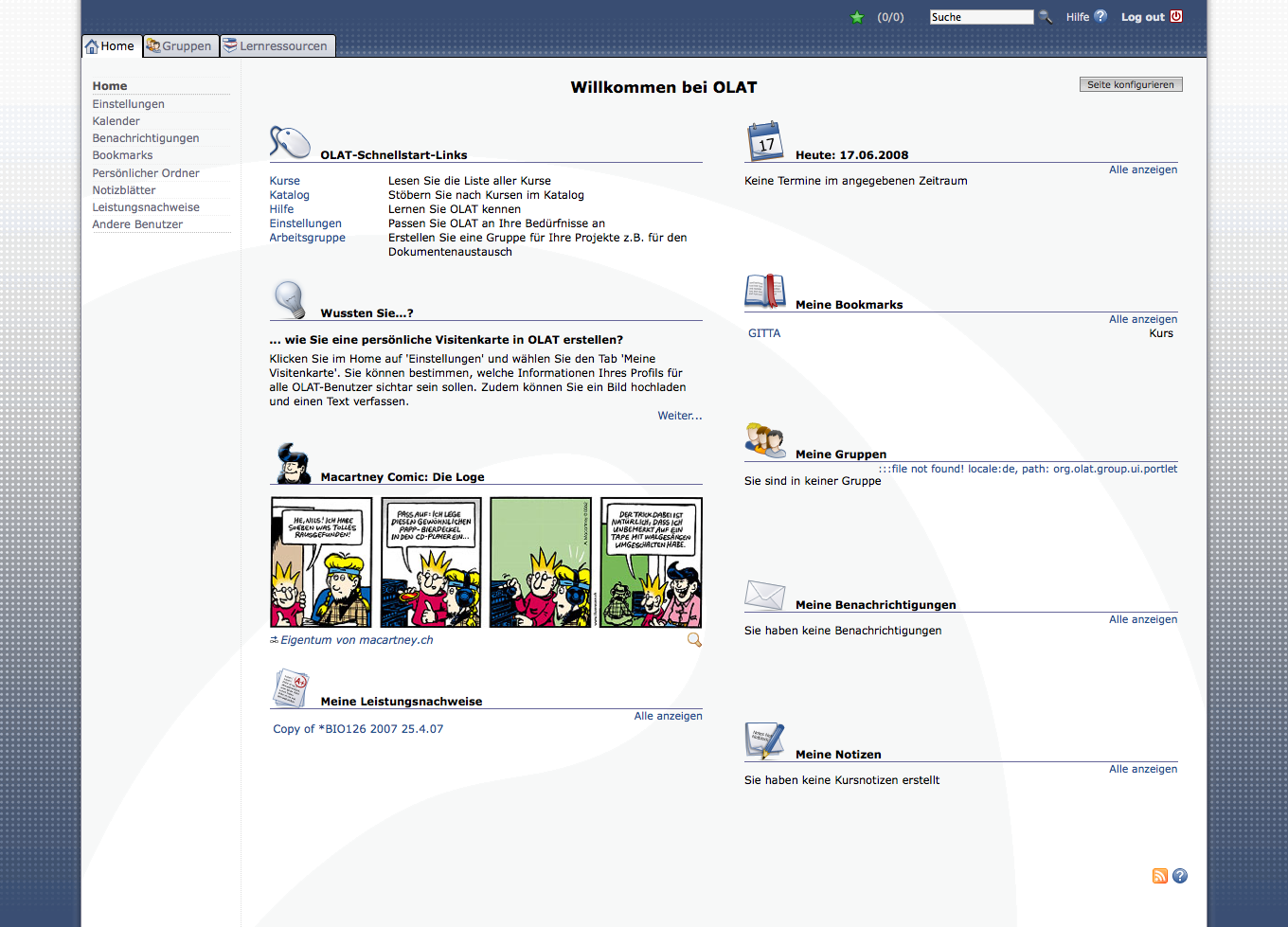

OLAT，全名Online Learning and Training，是瑞士一个开源的学习系统平台。OLAT於1999年由瑞士苏黎世大学的计算机科学部门开发，並於2004年成功部署在苏黎世大学。直到2008年夏天，苏黎世大学的OLAT系统已有超过40000名注册用户。
雖說OLAT是一個學習平台，但這並不是一个内容管理系统（CMS），其主要目标也非创建学习素材。其学习素材需要由外部工具所创建，并导入到OLAT中才能使用。但尽管如此，OLAT还是提供了一个简单的HTML编辑器，用来创建页面。OLAT推荐使用eLML或其他的工具创建学习素材，包括Adobe Dreamweaver等。

## 外部連結
- http://www.elml.org/website/en/html/index.php（页面存档备份，存于）